# Edgar Nemir
Edgar Nemir (Texas, Estados Unidos, 23 de julio de 1910-1 de febrero de 1969) fue un deportista estadounidense especialista en lucha libre olímpica donde llegó a ser subcampeón olímpico en Los Ángeles 1932.

## Carrera deportiva
En los Juegos Olímpicos de 1932 celebrados en Los Ángeles ganó la medalla de plata en lucha libre olímpica estilo peso pluma, siendo superado por el finlandés Hermanni Pihlajamäki (oro) y por delante del sueco Einar Karlsson (bronce).